# Machiel Bosman
Machiel Bosman (1972) is historicus en schrijver. Zijn boek De roofkoning is genomineerd voor de Libris Geschiedenis Prijs.

## Biografie
Machiel Bosman is geboren in Putten. Hij groeide op in Oegstgeest en Rotterdam, en studeerde geschiedenis in Amsterdam. In 2006 is hij gepromoveerd op het boek Het weeshuis van Culemborg. Zijn boek Elisabeth de Flines werd in 2008 genomineerd voor zowel de Libris Geschiedenis Prijs als de AKO Literatuurprijs. Uit het juryrapport van die laatste: 'Bosman combineert op unieke wijze de zorgvuldigheid van de geschiedwetenschap met de verbeeldingskracht van de literatuur.'

## Citaat
“Mijn benadering van geschiedenis is tamelijk ouderwets. Ik wil verhalen vertellen: van koningen en prinsen, van dienstmeiden en knechten, van liefde, trouw, dood en verraad – in een veranderende wereld van vooruitgang en verval.
Ik lees voor mijn onderzoek alles wat ik vinden kan en stel vooraf geen vragen. Vernieuwing is geen uitgangspunt maar iets wat gaandeweg ontstaat. Ik richt me altijd op de bron, om te voorkomen dat het beeld zich los zingt van het leven.”

## Nominaties
- 2016: Libris Geschiedenis Prijs (Shortlist) voor De roofkoning
- 2008: Libris Geschiedenis Prijs (Shortlist) voor Elisabeth de Flines
- 2008: AKO-Literatuurprijs (Shortlist) voor Elisabeth de Flines